# Pierce-Schaltung
Die Pierce-Schaltung, auch Pierce-Oszillator genannt, ist eine Oszillatorschaltung die nach ihrem Erfinder George W. Pierce benannt ist. Es ist eine abgewandelte Form der Colpitts-Schaltung, die mit einem Minimalaufwand an diskreten Bauelementen und deshalb sehr kostengünstig aufgebaut werden kann. Deshalb ist sie in der Digitaltechnik eine oft verwendete Form des Quarzoszillators. Sie kann mit einem Schwingquarz, oder alternativ dazu, auch mit einem kostengünstigen Keramikresonator aufgebaut werden.

## Funktion

Allgemeine Pierce-Schaltung

Wie in allen Quarzoszillatorschaltungen wird der Schwingquarz, dargestellt in nebenstehender Schaltskizze der Pierce-Schaltung mit der Bezeichnung X, knapp oberhalb seiner Serienresonanzfrequenz betrieben. Der Betrieb des Schwingquarzes in der Schaltung erfolgt an der sogenannten Lastresonanzfrequenz, welche durch die Resonatorschaltung mit bestimmt wird. Der Widerstand R1 stellt den linearen Betrieb des ersten Inverters U1 (z. B. den Baustein 74HC04) sicher und kann in manchen Anwendungen auch weggelassen werden, da der ohmsche Anteil des Schwingquarzes bereits ausreicht. R2 begrenzt den Spitzenstrom und kann, wenn der Ausgangswiderstand des Inverters hoch genug ist, auch durch eine direkte Verbindung (0 Ohm) ersetzt werden. Im Rückkopplungszweig befindet sich der Schwingquarz X. Die beiden Ziehkondensatoren C1, C2 dienen zur Phasenverschiebung, um die Phasenbedingung von 180° sicher erfüllen zu können. Sie stellen mit dem Schwingquarz ein π-Filter dar. Aufgrund der kleinen Kapazitätswerte reichen auch hier in manchen Aufbauten bereits parasitäre Kapazitäten im Bereich der Leiterplatte aus. Der Schwingquarz arbeitet dabei als eine Induktivität mit sehr großer Kreisgüte.
Der Schmitt-Trigger U2 dient als Verstärkerstufe und liefert an seinem Ausgang einen für Digitalschaltungen nötigen rechteckförmigen Spannungsverlauf, in der Skizze in der Farbe Blau angedeutet.

### Ziehkondensator
Da der Quarz als Bauteil mit induktivem Charakter arbeitet, muss auf der Schwingfrequenz die restliche Beschaltung kapazitiven Charakter aufweisen. Deshalb kann ein sogenannter Ziehkondensator mit einer Größe von wenigen Pikofarad seriell oder parallel zum Schwingquarz die Resonanzfrequenz der Gesamtschaltung wieder auf den Nominalwert ziehen.

### Lastkapazität
Die Kapazität, welche der Schwingquarz an seinen Anschlüssen von der restlichen Schaltung „sieht“, wird als Lastkapazität CL bezeichnet. Sie wird vom Hersteller des Schwingquarzes im jeweiligen Datenblatt aufgeführt. Bei handelsüblichen Quarzen liegt sie im Bereich um 20 pF und wird bei Parallelresonanz durch die Reihenschaltung der Kondensatoren bestimmt. Neben den diskreten Bauelementen C1 und C2, deren Werte beim Entwurf einer Schaltung leicht wählbar sind, treten dabei noch andere Kapazitäten in Erscheinung, die man eher als gegeben hinnehmen muss: die Eingangs- bzw. Ausgangskapazitäten Ci und Co der Inverterstufe (Schmitt-Trigger) sowie die Streukapazität CS, welche primär durch den Aufbau der Leiterplatte und durch das Gehäuse des Schwingquarzes bestimmt wird. Die Streukapazität liegt bei typischen Aufbauten im Bereich von 3 pF bis 9 pF.
Die Lastkapazität CL ist gegeben als:
{\displaystyle C_{\mathrm {L} }={(C_{1}+C_{i})\cdot (C_{2}+C_{o}) \over (C_{1}+C_{i}+C_{2}+C_{o})}+C_{\mathrm {S} }}
Eine Vergrößerung der Lastkapazität reduziert geringfügig die Frequenz des Oszillators.